# Bernhard Franzpötter
Bernhard Franzpötter (* 6. Dezember 1965 in Gadstrup) ist ein ehemaliger dänischer Bahnradsportler.

## Sportliche Laufbahn
2007 und 2008 wurde Bernhard Franzpötter jeweils Zweiter der dänischen Sprintmeisterschaft, in den beiden folgenden Jahren jeweils Dritter. 2011 errang er den Meistertitel, im Alter von 46 Jahren, und im Jahr darauf ein weiteres Mal. Inzwischen hatte er schon an Masters-Wettbewerben teilgenommen.
Franzpötter, Spitzname „Bär“, startet für den Roskilde Cykle Ring. 2012 beendete er seine Radsportlaufbahn in der Elite.

## Erfolge
2011
- Dänischer Meister – Sprint

2012
- Dänischer Meister – Sprint